# Госпа-од-Шкрпьела
Госпа-од-Шкрпьела — один из островов в Которском заливе, расположенный напротив города Пераст (Черногория).
Название острова «Госпа-од-Шкрпьела» означает «Мадонна на Рифе» или «Божья Матерь на Скале» (от латинского «scropulus» — «риф»). Госпа-од-Шкрпьела является, возможно, единственным рукотворным островом Адриатики и находится в 115 метрах на северо-запад от острова Св. Георгия. Он был построен поверх рифа после того, как в 1452 году два моряка из Пераста, братья Мортешичи, нашли на нём икону Богородицы, которая излечила одного из них от болезни. После этого икона сразу стала почитаемой.
Первоначально риф был лишь немного выше поверхности воды, но горожане в течение 200 лет затапливали рядом с ним захваченные пиратские и свои старые корабли; кроме того, был принят закон, согласно которому каждый проходящий мимо рифа корабль должен был здесь бросить на дно камень. Так было создано плато, площадь которого составляет 3030 м².
На острове была построена церковь Божьей Матери (серб. Црква Госпа од Шкрпјела; хорв. Crkva Gospa od Škrpjela; итал. Chiesa della Madonna dello Scarpello). Современный вид она приняла после реконструкции, предпринятой после Великого землетрясения 6 апреля 1667 года. Церковь построена в византийском стиле и достигает 11 метров в высоту. Считается, что жители Пераста построили церковь не только потому, что желали видеть Деву Марию покровительницей своих моряков, но также чтобы закрепить за собой власть над рукотворным островом в противовес власти Котора над островом Св. Георгия.

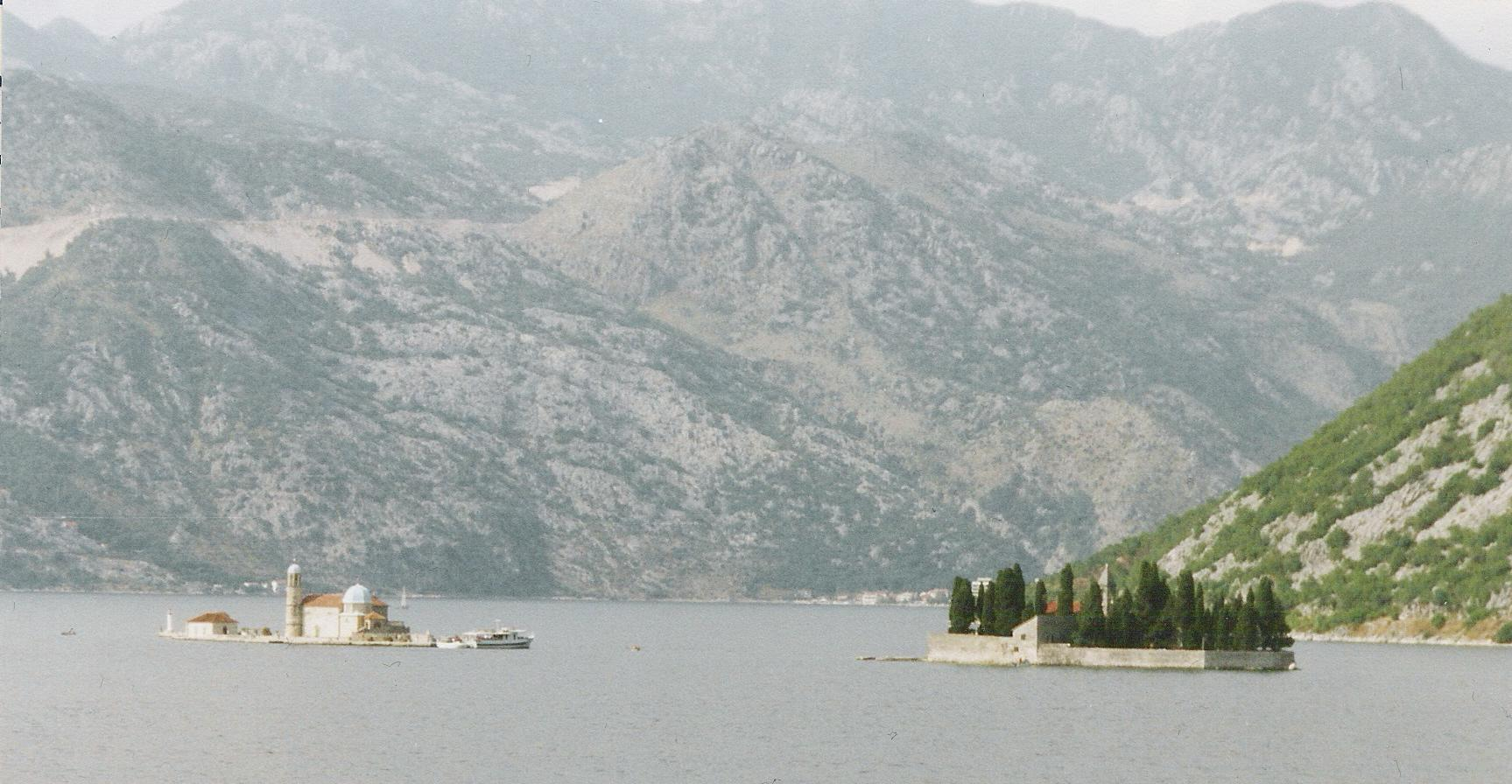
Остров Госпа-од-Шкрпьела (слева)

В конце XVII века Пераст достиг вершины экономического и культурного развития, что помогло украсить церковь Богоматери на Скале многими произведениями искусства. Так, архиепископ Андрия Змаевич пригласил для её украшения Трипо Коколя, который потратил около 10 лет, чтобы завершить роспись церкви. На протяжении столетий церковь получала дары от богатых горожан и капитанов кораблей и сейчас является не только храмом, но также сокровищницей и картинной галереей. Здесь находятся 68 картин, написанных маслом. На стенах церкви можно увидеть 2500 золотых и серебряных «обетных» пластинок, которые жители Боки Которской жертвовали церкви «во исполнение данного обета» за избавление от различных бедствий.
Обычай сбрасывать камни у острова дожил до наших дней и сохраняется как фашинада (fasinada) — традиционное празднество, ежегодно проходящее в Перасте 22 июля. Традиция имеет не только символическое, но и практическое значение — это помогает остановить размывание рукотворного острова морем. В фашинаде могут участвовать только жители Пераста мужского пола.
В этот же день проводится регата на Кубок Фашинады. В память о славной истории мореходства в Перасте в регате принимают участие парусные лодки со всей Боки Которской.